# Degrassi: The Next Generation
Degrassi (bis zur zehnten Staffel Degrassi: The Next Generation) ist eine kanadische Jugendserie, die mit Beginn der zehnten Staffel zu einer Telenovela umstrukturiert wurde. Sie bildet nach Degrassi Junior High und Degrassi High das dritte Spin-off zur Seifenoper Bei uns und nebenan, die in den 1980er-Jahren auf dem Sender CBC Television lief. Die Serie wurde in den Epitome-Studios in Toronto, Ontario gedreht.
Die Serie startete am 14. Oktober 2001 auf dem kanadischen Sender CTV. Im Jahr 2010 wechselte die Serie während ihrer neunten Staffel zu dem jugendorientierten Schwestersender MuchMusic. Seit dem 24. Oktober 2011 strahlt der Sender MTV Germany die Serie aus. Anders als in Kanada beginnt die deutsche Ausstrahlung mit Beginn der achten Staffel. Im frei empfangbaren Fernsehen wurde die Serie zunächst von VIVA ausgestrahlt; seit dem Start des Programmblocks Nicknight wird sie auch bei Nickelodeon gezeigt. Dort liefen die achte und neunte Staffel zwischen dem 7. November 2011 und 7. Mai 2012.
Im Juni 2015 gaben MTV Canada und TeenNick bekannt, dass die Serie mit der 14. Staffel zu Ende gehen wird. Das Serienfinale wurde am 31. Juli 2015 gesendet. Kurze Zeit später wurde vermeldet, dass es 2016 mit Degrassi: Die nächste Klasse einen neuen Ableger geben wird, der exklusiv bei Netflix zu sehen sein wird.

## Inhalt
Die Serie dreht sich um die Schüler der Degrassi Community School, die mit den Problemen des Erwachsenwerdens zu kämpfen haben, wie Drogenmissbrauch, Schwangerschaften, sexuelle Orientierung, Bandenkriminalität und dem Umgang mit dem Tod.

## Besetzung

### Staffel 1–7
Der deutsche MTV startete im Oktober 2011 mit der Ausstrahlung der achten Degrassi-Staffel, die Staffeln 1 bis 7 (Folge 1–143) sind unsynchronisiert und dementsprechend waren die folgenden Figuren nicht im deutschen Fernsehen zu sehen.
| Schauspieler      | Rollenname                  | Hauptrolle (Staffel) | Nebenrolle (Staffel) | Gastrolle (Staffel) |
| ----------------- | --------------------------- | -------------------- | -------------------- | ------------------- |
| Ryan Cooley       | James Tiberius „J.T.“ Yorke | 1–6                  |                      |                     |
| Daniel Clark      | Sean Cameron                | 1–4, 6               |                      | 7                   |
| Melissa McIntyre  | Ashley Kerwin               | 1–4                  | 6–7                  | 5                   |
| Dan Woods         | Daniel „Dan“ Raditch        | 1–4                  |                      |                     |
| Christina Schmidt | Theresa „Terri“ McGreggor   | 1–3                  |                      |                     |
| Pat Mastroianni   | Joseph „Joey“ Jeremiah      | 2–5                  |                      | 1                   |
| Andrea Lewis      | Hazel Aden                  | 3–5                  | 1–2                  |                     |
| Stacie Mistysyn   | Caitlin Ryan                | 3–5                  | 2                    | 1, 7                |
| Deanna Casaluce   | Alexandra „Alex“ Nuñez      | 5–6                  | 3–4                  | 7                   |
| Mazin Elsadig     | Damian Hayes                | 7                    |                      | 6                   |

### Staffel 8–14
Die deutsche Sprachfassung der ersten Staffeln, die in Deutschland ab 2011 veröffentlicht wurden, wurde von der Berliner Synchronfirma Deutsche Synchron erstellt. Regie führten dabei unter anderem Nana Spier und Bianca Krahl. Seit der 10. Staffel wird die Synchronisation von SDI Media im Auftrag von Nickelodeon angefertigt; Regie führen dabei David Turba, Magdalena Turba, Victoria Sturm, Christian Press und Ina Gerlach. Mit Beginn der 12. Staffel kam es zu einigen Umbesetzungen in der deutschen Fassung, woraufhin die Zuschauer auf Facebook ihren Unmut kundtaten.
| Schauspieler            | Rollenname                         | Hauptrolle (Staffel) | Nebenrolle (Staffel) | Gastrolle (Staffel) | Synchronsprecher                                       |
| ----------------------- | ---------------------------------- | -------------------- | -------------------- | ------------------- | ------------------------------------------------------ |
| Stefan Brogren          | Archibald „Archie“ Simpson         | 1–14                 |                      |                     | Helmut Gauß                                            |
| Miriam McDonald         | Emma Nelson                        | 1–9                  |                      |                     | Giuliana Jakobeit                                      |
| Cassie Steele           | Manuela „Manny“ Santos             | 1–9                  |                      |                     | Mia Diekow                                             |
| Shane Kippel            | Gavin „Spinner“ Mason              | 1–9                  |                      | 14                  | Nico Sablik                                            |
| Sarah Barrable-Tishauer | Liberty Van Zandt                  | 1–8                  |                      | 9                   | Julia Kaufmann                                         |
| Lauren Collins          | Paige Michalchuk                   | 1–7                  | 8                    |                     | Ursula Hugo                                            |
| Drake                   | James „Jimmy“ Brooks               | 1–7                  |                      | 8                   | Roland Wolf                                            |
| Jake Goldsbie           | Tobias „Toby“ Isaacs               | 1–5                  | 6–7                  | 8                   |                                                        |
| Jake Epstein            | Craig Manning                      | 2–5                  | 8                    | 6–7                 | Tobias Nath                                            |
| Amanda Stepto           | Christine „Spike“ Nelson           | 3–7                  | 1–2                  | 8–9                 | Andrea Aust                                            |
| Adamo Ruggiero          | Marco Del Rossi                    | 3–7                  | 2, 8                 | 9                   | Dirk Stollberg                                         |
| Stacey Farber           | Eleanor „Ellie“ Nash               | 3–7                  | 2, 8                 |                     | Julia Stoepel                                          |
| Jamie Johnston          | Peter Stone                        | 5–10                 |                      |                     | David Turba                                            |
| Melissa DiMarco         | Daphne Hatzilakos                  | 5–7                  | 2–4, 9               | 8                   | Silvia Mißbach                                         |
| Mike Lobel              | Jason „Jay“ Hogart                 | 5–7                  | 3–4, 8–9             |                     | Leonhard Mahlich                                       |
| Shenae Grimes           | Darcy Edwards                      | 6–7                  | 4–5                  | 8                   | Maren Rainer                                           |
| Charlotte Arnold        | Holly Jeanette „Holly J.“ Sinclair | 7–11                 |                      |                     | Esra Vural                                             |
| Dalmar Abuzeid          | Daniel „Danny“ Van Zandt           | 7–9                  | 4–6                  |                     | Julius Jellinek                                        |
| Paula Brancati          | Anastasia „Jane Vaughn“ Valieri    | 7–9                  |                      |                     | Anne Helm                                              |
| Marc Donato             | Derek Haig                         | 7–8                  | 5–6                  |                     | Hannes Maurer                                          |
| Nina Dobrev             | Mia Jones                          | 7–8                  | 6                    | 9                   | Tanya Kahana                                           |
| Aislinn Paul            | Clare Edwards                      | 8–14                 | 6–7                  |                     | Laura Elßel                                            |
| Melinda Shankar         | Allia „Alli“ Bhandari              | 8–14                 |                      |                     | Friedel Morgenstern                                    |
| A.J. Saudin             | Connor DeLaurier                   | 8–14                 |                      |                     | Yoshij Grimm                                           |
| Sam Earle               | Kirk Cameron „K.C.“ Guthrie        | 8–12                 |                      |                     | Maximilian Artajo                                      |
| Jajube Mandiela         | Chantay Black                      | 8–11                 | 6                    | 4–5, 7              | Ilona Brokowski                                        |
| Raymond Ablack          | Savtaj „Sav“ Bhandari              | 8–11                 | 7                    |                     | Dirk Petrick                                           |
| Samantha Munro          | Anya MacPherson                    | 8–11                 | 7                    | 6                   | Magdalena Turba                                        |
| Argiris Karras          | Riley Stavros                      | 8–11                 |                      |                     | Konrad Bösherz                                         |
| Judy Jiao               | Leia Chang                         | 8–10                 |                      |                     | Jill Schulz                                            |
| Jordan Hudyma           | Bradley „Blue“ Chessex             | 8–9                  |                      |                     | Nicolás Artajo                                         |
| Scott Paterson          | John George „Johnny“ DiMarco       | 8–9                  | 7                    | 6, 10               | Julien Haggége                                         |
| Natty Zavitz            | Bruce the Moose                    | 8–9                  | 7                    |                     | Nick Forsberg                                          |
| Evan Williams           | Kelly Ashoona                      | 8                    |                      | 9                   | Wanja Gerick                                           |
| Jessica Tyler           | Jenna Middleton                    | 9–14                 |                      |                     | Soraya Richter (bis 12x33) Jodie Blank (ab 12x34)      |
| Jahmil French           | David „Dave“ Turner                | 9–13                 |                      |                     | David Wittmann                                         |
| Annie Clark             | Fiona Coyne                        | 9–12                 |                      |                     | Kaya Marie Möller (bis 12x08) Josefin Hagen (ab 12x09) |
| Landon Liboiron         | Declan Coyne                       | 9–10                 |                      |                     | Tim Kreuer                                             |
| Luke Bilyk              | Andrew „Drew“ Torres               | 10–14                |                      |                     | Amadeus Strobl                                         |
| Munro Chambers          | Elijah „Eli“ Goldsworthy           | 10–14                |                      |                     | Christian Zeiger                                       |
| Jordan Todosey          | Adam Torres                        | 10–13                |                      |                     | Lydia Morgenstern                                      |
| Alicia Josipovic        | Bianca DeSousa                     | 10–13                |                      |                     | Millie Forsberg (bis 11x45) Sonja Spuhl (ab 12x01)     |
| Cory Lee                | Winnie Oh                          | 10–13                |                      |                     | Nadine Zaddam                                          |
| Daniel Kelly            | Owen Milligan                      | 10–12                |                      |                     | Patrick Keller                                         |
| Spencer Van Wyck        | Wesley Betenkamp                   | 10-11                |                      | 9                   | Finlay Kühn                                            |
| Shannon Kook-Chun       | Zane Park                          | 10–11                |                      | 9                   | Nico Mamone                                            |
| Cristine Prosperi       | Imogen Moreno                      | 11–14                |                      |                     | Lisa Mitsching                                         |
| Lyle Lettau             | Tristan Milligan                   | 11–14                |                      |                     | Martin Brücker                                         |
| Olivia Scriven          | Maya Matlin                        | 11–14                |                      |                     | Franciska Friede                                       |
| Ricardo Hoyos           | Zigmund „Zig“ Novak                | 11–14                |                      |                     | Sebastian Fitzner                                      |
| Chloe Rose              | Katie Matlin                       | 11–13                |                      |                     | Kristina Tietz                                         |
| Jacob Neayem            | Mohammed „Mo“ Mashkour             | 11–12                |                      |                     | Daniel Zillmann                                        |
| Justin Kelly            | Jacob „Jake“ Martin                | 11–12                |                      |                     | Patrick Baehr                                          |
| Alex Steele             | Tori Santamaria                    | 11–12                |                      |                     | Peggy Pollow                                           |
| Shanice Banton          | Marisol Lewis                      | 11–12                | 10                   |                     | Kathrin Neusser                                        |
| Sarah Fisher            | Rebecca „Becky“ Baker              | 12–14                |                      |                     | Julia Stoepel                                          |
| Demetrius Joyette       | Mike Dallas                        | 12–14                |                      |                     | Roman Wolko                                            |
| Craig Arnold            | Luke Baker                         | 12–13                |                      | 14                  | Constantin von Jascheroff                              |
| Dylan Everett           | Campbell „Cam“ Saunders            | 12                   |                      |                     | Dirk Petrick                                           |
| Sara Waisglass          | Francesca „Frankie“ Hollingsworth  | 13–14                |                      |                     | Dorothee Sturz                                         |
| Nikki Gould             | Grace Cardinal                     | 13–14                |                      |                     | Alice Bauer                                            |
| Niamh Wilson            | Jacqueline „Jack“ Jones            | 13–14                |                      |                     |                                                        |
| Eric Osborne            | Miles Hollingsworth III            | 13–14                |                      |                     | Henning Nöhren                                         |
| Andre Kim               | Winston „Chewy“ Chu                | 13–14                |                      |                     | Tim Kreuer                                             |
| Ana Golja               | Zoë Rivas                          | 13–14                |                      |                     | Leoni Kristin Oeffinger                                |
| Richard Walters         | Deon „Tiny“ Bell                   | 14                   | 13                   |                     | Tobias Schmidt                                         |
| Ehren Kassam            | Jonah Haak                         | 14                   |                      |                     | Knud Riepen                                            |
| Amanda Arcuri           | Lola Pacini                        | 14                   |                      |                     | Maria Wardzinska                                       |
| Reiya Downs             | Shaylynn „Shay“ Powers             | 14                   |                      |                     | Lo Rivera                                              |

## Filme
Zur Serie wurden zwei Fernsehfilme produziert:
- 2009: Degrassi Goes Hollywood
- 2010: Degrassi Takes Manhattan

Des Weiteren gibt es sechs Special-Folgen, die zur Serie produziert wurden:
- 2007: Degrassi in Kenya oder Degrassi: Doing What Matters
- 2007: Degrassi of the Dead
- 2008: The Curse of Degrassi
- 2008: Degrassi in Ecuador
- 2010: Degrassi in India
- 2011: Degrassi in Haiti